# Кимчхон Санму
«Кимчхон Санму» — южнокорейский футбольный клуб из города Кимчхон. В настоящий момент выступает в Кей-лиге 1, главном по значимости футбольном турнире Республики Корея. Домашние матчи проводит на стадионе «Кимчхон», вмещающем 25 тыс. зрителей. Клуб является футбольным подразделением «Атлетического корпуса корейской армии».
Образован 11 января 1984 года в результате объединения трёх армейских команд как футбольный клуб «Санму». В 1985 году команда вступила в Кей-лигу, но провела в ней лишь один сезон, после чего вплоть до 2002 года выступала в полупрофессиональной «Национальной лиге». В 2002 году команда перебралась в Кванджу и вступила в Кей-лигу, выступления в которой начала с 2003 года под именем «Кванджу Санму Булсажо», сократив его до «Кванджу Санму» на следующий год. В 2011 году после образования футбольного клуба «Кванджу» команда вернулась в Санджу и получила название «Санджу Санму Феникс», сокращённое в 2013 году до «Санджу Санму». В 2021 году клуб переехал в Кимчхон, где начал выступать как «Кимчхон Санму».
«Санджу Санму» является армейским клубом, и в нём играют лишь южнокорейские футболисты, призванные на военную службу. Срок службы по призыву в южнокорейской армии составляет два года, поэтому состав команды ежегодно обновляется наполовину, а средний возраст игроков равен 20 годам.

## Прежние названия клуба
- 1996-2002: ФК «Санму»
- 2002-2003: ФК «Кванджу Сангму Булсажо»
- 2004-2010: ФК «Кванчжу Санму»
- 2011-2012: ФК «Сангджу Сангму Феникс»
- 2013-2020: ФК «Сангджу Сангму»
- 2021 - н.в.: ФК «Кимчхон Санму»

## Тренерский штаб
Согласно сайту трансфермаркт
| Гражданство      | Имя          | Должность                   |
| ---------------- | ------------ | --------------------------- |
| Республика Корея | Чун Чон-Ён   | Главный тренер              |
| Республика Корея | Хан Сын-Су   | Ассистенты главного тренера |
| Республика Корея | Мун Сун Ли   | Ассистенты главного тренера |
| Республика Корея | Сео Дон-Мён  | Тренеры вратарей            |
| Республика Корея | Чжун Хён Шим | Физиотерапевт               |